# Orquesta Estatal de Berlín
La Orquesta Estatal de Berlín (en alemán Staatskapelle Berlin) es la orquesta de la Staatsoper Unter den Linden. Su director musical, el Staatskapellmeister, fue desde 1992 a 2023, Daniel Barenboim, sucedido por Christian Thielemann.
El origen de la orquesta, una de las más antiguas de Europa, se remonta hasta 1570, cuando el Elector de Brandeburgo, Joachim II, creó una orquesta para su corte. Posteriormente, la orquesta pasó a depender del Reino de Prusia, recibiendo entonces el nombre de "Königlich Preußische Hofkapelle" (Orquesta de la Corte Real Prusiana). Desde 1742 quedó asociada a la Ópera Real de Prusia, fundada por Federico II el Grande.
A mediados del siglo XIX, cuando el Kapellmeister de la Ópera Real era Giacomo Meyerbeer, la orquesta comenzó a dar conciertos sinfónicos de abono, además de su servicio como orquesta de ópera.
La orquesta ha sido dirigida por algunos de los más grandes maestros, entre los que destacan, en el siglo XX, Richard Strauss, Erich Kleiber, Clemens Krauss o Herbert von Karajan, todos directores musicales de la Ópera Estatal. 

## Directores de la Orquesta
- 1759-1775 Johann Friedrich Agricola
- 1775-1794 Johann Friedrich Reichardt (Hofkapellmeister)
- 1816-1820 Bernhard Anselm Weber
- 1820-1841 Gaspare Spontini
- 1842-1846 Giacomo Meyerbeer
- 1848-1849 Otto Nicolai
- 1871-1887 Robert Radecke (Hofkapellmeister)
- 1888-1899 Joseph Sucher
- 1899-1913 Richard Strauss
- 1913-1920 Leo Blech (Hofkapellmeister)
- 1923-1934 Erich Kleiber
- 1935-1936 Clemens Krauss
- 1941-1945 Herbert von Karajan
- 1948-1951 Joseph Keilberth
- 1954-1955 Erich Kleiber
- 1955-1962 Franz Konwitschny
- 1964-1990 Otmar Suitner
- 1992- Daniel Barenboim